# Torre Clemente de Arriba
Torre Clemente de Arriba es una entidad de población española, hoy día despoblada, del municipio de Pelayos, perteneciente a la provincia de Salamanca, en la comunidad autónoma de Castilla y León.

## Historia
Hacia mediados del siglo XIX, había dentro del término municipal de Pelayos una alquería conocida simplemente como Torre de Clemente, con 2 habitantes. Aparece descrita en el decimoquinto volumen del Diccionario geográfico-estadístico-histórico de España y sus posesiones de Ultramar de Pascual Madoz con las siguientes palabras:

TORRE DE CLEMENTE: alq. en la prov. de Salamanca, part. jud. de Alba de Tormes, térm. municipal de Pelayos. pobl.: un vec., 2 almas.
(Madoz, 1849, p. 66)

En 2023, la entidad singular de población de Torre Clemente de Arriba tenía empadronados 0 habitantes.